# Violet Archer
Pour les articles homonymes, voir Archer (homonymie).
Violet Louise Archer, née Violet Balestreri le 24 avril 1913 à Montréal, Québec et morte le 21 février 2000 à Ottawa, Ontario, est une pianiste et compositrice canadienne. Elle adopte, ainsi que sa famille, le nom d'Archer en 1940,.

## Biographie
Violet Archer commence l'apprentissage du piano à l'âge de 10 ans. En 1930, elle étudie le piano, l'orgue et la composition au département de musique de l'Université McGill. Elle obtient un diplôme de piano forte en 1934, un baccalauréat de musique en 1936, et un diplôme associé du Collège royal canadien des organistes en 1938.
Sa carrière débute en 1940 comme accompagnatrice et enseignante de piano à Montréal, Québec. Elle commence également à composer dès 1940.
Elle part à New-York en 1942 et y rencontre Béla Bartók qui lui fait découvrir la musique folklorique hongroise et lui enseigne la composition musicale.
En 1947, Archer étudie la composition à Yale, et obtient une maitrise de l'Université de Yale en 1949. Elle est l'élève de Paul Hindemith.
Dans les années 1950, elle enseigne dans diverses universités américaines, puis rentre au Canada en 1961. Elle intègre l'Université d'Alberta et y restera jusqu'à sa retraite.
Au cours de sa carrière, Archer a composé plus de 330 œuvres, dans un répertoire varié qui comprend de la musique de chambre, du chant choral, des mélodies, de la musique de film et même de la musique électronique.

## Récompenses et hommages
- Membre de l'Ordre du Canada (1983)[7],[8].

## Œuvres
- Poem for orchestra, 1940
- Scherzo Sinfonico, 1940
- Britannia, a Joyful Overture, 1942
- Three Scenes for Piano (Habitant Sketches), 1946
- The Bell, cantata for mixed chorus and orchestra, Centre de musique canadienne, 1949
- Fanfare and Passacaglia, 1949
- Concerto no 1 for piano and orchestra, Centre de musique canadienne, 1956
- Apocalypse a motet for mixed chorus, brass instruments and tympani, Centre de musique canadienne, 1958
- Concerto for violin and orchestra, Centre de musique canadienne, 1959
- String Trio No. 2, 1961
- Prelude-Incantation for orchestra, Centre de musique canadienne, 1964
- Cantata sacra, a sacred meditation based on late medieval dialogues, Centre de musique canadienne, 1967
- Haiku, 1970
- Episodes, 1970
- Sganarelle, opéra comique, 1973
- Someone Cares, 1976
- Evocations, 1987
- Concerto for Accordion and Orchestra, 1999

## Hommages
- La bibliothèque du Centre de musique canadienne de l'Université de Calgary porte le nom de Violet Archer[9].
- Le groupe de musique indie folk rock The Violet Archers (en) porte le nom de la compositrice.